# قهرمان محلی (موزیکال)
قهرمان محلی (انگلیسی: Local Hero) یک تئاتر موزیکال با موسیقی و ترانه‌سرایی مارک نافلر و با نویسندگی بیل فورسیت و دیوید گریگ است. این نمایش بر اساس فیلم قهرمان محلی محصول سال ۱۹۸۳ نوشته بیل فورسیت است.